# Championnat Prénational régional de handball
Le championnat Prénational est une compétition régionale française de handball correspondant au 6e échelon dans la structure pyramidale du handball français. Ces championnats sont organisés par les ligues régionales de handball, correspondant plus ou moins aux régions administratives. Ce type de compétitions existe en version masculine et en version féminine.
La première équipe de chaque poule est promue en Nationale 3 masculine ou féminine. 

## Ligues
Il existe 13 ligues en métropole et 5 ligues en outre-mer :
1. Auvergne-Rhône-Alpes
2. Bourgogne-Franche-Comté
3. Bretagne
4. Centre-Val de Loire
5. Corse
6. Grand Est
7. Hauts-de-France
8. Île-de-France
9. Normandie
10. Nouvelle-Aquitaine
11. Occitanie
12. Pays de la Loire
13. Provence-Alpes-Côte d'Azur
14. Guadeloupe
15. Guyane
16. Martinique
17. La Réunion
18. Mayotte